# Typhleotris
Typhleotris é um género de peixe da família Eleotridae.
Este género contém as seguintes espécies:
- Typhleotris madgascarensis
- Typhleotris pauliani